# Norr-Äspen
La réserve naturelle de Norr-Äspen (en suédois : Norr-Äspen naturreservat) est une réserve naturelle de l'archipel de Luleå dans le comté de Norrbotten en Suède,,,.

## Présentation
La zone naturelle est protégée depuis 1997 et s'étend sur 5,88 kilomètres carrés.
La réserve comprend l'île de Norr-Äspen d'une superficie de 2,2 kilomètres carrés. 
Il s’agit d’une île morainique plate avec de nombreux affleurements. Les affleurements contiennent la monzonite d'Haparanda peu commune. Du côté nord-est se trouvent des plages de sable fin.
Il existe sur les îles des vestiges d'anciens villages de pêcheurs, des fondations de maisons et de fermes de et des cairns de pierre où se trouvaient des séchoirs pour les filets.
Sur l'île pousse une forêt d'épicéas et d'arbres à feuilles caduques. Dans la réserve, il y a des baies et des criques isolées et une riche avifaune.
Les élans et les oiseaux de la forêt comme les tétras, cohabitent avec les oiseaux marins. 
Le village actuel de Norr-Äspen se compose d'un petit nombre de cabanes, pour la plupart des cabanes de pêcheurs.